# Ambohimanga
La collina reale di Ambohimanga (collina blu in malgascio) è un sito archeologico del Madagascar.
Si trova a circa 24 km ad est della capitale Antananarivo: il sito è occupato da un villaggio fortificato con diverse abitazioni, insieme alle sepolture di alcuni membri della famiglia reale di Imerina, la comunità etnica che mantenne il potere nel XIX secolo e unì politicamente gran parte dell'isola del Madagascar in una sola nazione. Ambohimanga, una delle dodici colline sacre dei Imerina, è fortemente associata all'identità nazionale, mantenendo un valore sacro e simbolico per tutta la popolazione che vi si reca in pellegrinaggio. Il sito è stato inserito nella lista dei Patrimoni dell'Umanità dell'UNESCO nel 2001.

## Storia

Ambohimanga, 1865

Gli altopiani centrali del Madagascar, compresa l'area intorno ad Ambohimanga, furono abitati per la prima volta tra il 200 a.C. e il 300 d.C. dai primi coloni dell'isola, i Vazimba, che sembrano essere arrivati in piroga dal Borneo sud-orientale per stabilire semplici villaggi nelle fitte foreste dell'isola. Nel XV secolo il gruppo etnico Merina della costa sud-orientale era gradualmente migrato negli altopiani centrali dove stabilirono villaggi collinari intervallati tra gli insediamenti Vazimba esistenti, che erano governati dai re locali. Le tombe di almeno quattro Vazimba si trovano sulla collina di Ambohimanga o nei dintorni e sono luoghi di pellegrinaggio, tra cui le tombe di Ingorikelisahiloza, Andriantsidonina, Ramomba e Kotosarotra. A metà del XVI secolo i diversi principati Merina furono uniti nel Regno di Imerina sotto il regno di Andriamanelo (1540-1575), che iniziò campagne militari per espellere o assimilare la popolazione Vazimba. Il conflitto con i Vazimba portò Andriamanelo a fortificare la sua città collinare utilizzando mura di terra, porte di pietra e profonde trincee difensive. Questo modello di città fortificata, chiamato rova, fu propagato dalla classe nobile in tutta l'Imerina fino alla colonizzazione francese del Madagascar nel 1895. 
Nel 1710 il sovrano Andriamasinavalona divise il suo regno, lasciando Ambohimanga ad uno dei suoi quattro figli, che ne fece la sua capitale. Questa finì nel 1787 nelle mani del principe Andrianampoinimerina, che una volta unificato il regno del Madagascar, s'insediò nel palazzo della città. Ambohimanga divenne così una delle dodici colline sacre di Imerina e conosciuta come la città proibita fino al 1897, quando l'amministrazione coloniale francese trasferì la famiglia reale e tutte le istituzioni nella città di Antananarivo, così da rompere lo spirito di resistenza e l'identità etnica della popolazione.
Il primo insediamento all'altezza di Ambohimanga fu probabilmente fondato nel XV secolo, in coincidenza con l'arrivo dei Merina negli altopiani. Le risaie presero il posto delle foreste originarie della valle nel XVI secolo, e la crescente popolazione vicino alle valli intorno ad Ambohimanga divenne nota con il nome del clan Tantsaha ("popolo della terra coltivata").  Secondo la storia orale, tuttavia, il primo a stabilirsi nel sito dell'Ambohimanga rova fu Andriamborona, il principe detronizzato del territorio dell'altopiano di Imamo, che si trasferì sulla cima della collina allora disabitata intorno al 1700 accompagnato da suo nipote, sua moglie e sua madre, Ratompobe. Il re Merina Andriamasinavalona (1675-1710), che regnava su Imerina dal suo complesso reale ad Antananarivo, notò un falò acceso dalla famiglia sul versante meridionale della collina a 24 chilometri di distanza. La visibilità del sito dalla sua capitale portò Andriamasinavalona a desiderare Ambohimanga come residenza per suo figlio, Andriantsimitoviaminiandriana. Andriamborona e la sua famiglia concordarono di spostarsi tre volte in diverse parti della collina, tra cui il futuro sito del complesso reale di Bevato, in risposta alle successive richieste del re. Per un breve periodo lui e il principe vissero nelle case vicine a Bevato prima che Andriamborona e la sua famiglia lasciassero definitivamente la collina per il lontano villaggio dell'altopiano di Ambatolampy, dove visse il resto della sua vita; il re recuperò i loro corpi per la sepoltura ad Ambohimanga.